# Міура Кадзуйосі
Міура Кадзуйосі (яп. 三浦 知良, нар. 26 лютого 1967, Сідзуока; прізвисько — Король Кадзу) — японський футболіст. У 2022 році у майже 55-річному віці підписав новий сезонний контракт із клубом «Йокагама».

## Виступи за збірну

### Футбол
1990 року дебютував в офіційних матчах у складі національної збірної Японії. Відтоді провів у формі головної команди країни 89 матчів.

### Футзал
2012 року, і у віці 45 років, Міура дебютував у збірній Японії з футзалу в нічийному матчі проти Бразилії (3:3). Він вийшов з лави запасних і взяв участь в атаці, яка привела до другого голу, який забив Нобуя Озодо. У своєму другому матчі за футзальну збірну він забив третій гол у переможній грі з Україною (3:1). На чемпіонаті світу з футзалу 2012 року Міура виступав у всіх чотирьох матчах за Японію, але голами не відзначався, а японців вилетіли у 1/8 фіналу від України.

## Статистика виступів
| Збірна Японії | Збірна Японії | Збірна Японії |
| Роки          | Ігри          | голи          |
| ------------- | ------------- | ------------- |
| 1990          | 3             | 0             |
| 1991          | 2             | 0             |
| 1992          | 11            | 2             |
| 1993          | 16            | 16            |
| 1994          | 8             | 5             |
| 1995          | 12            | 6             |
| 1996          | 12            | 6             |
| 1997          | 19            | 18            |
| 1998          | 1             | 0             |
| 1999          | 0             | 0             |
| 2000          | 5             | 2             |
| Усього        | 89            | 55            |

## Титули і досягнення
- У складі збірної:
  - Чемпіон Азії: 1992
- Клубні:
  - Чемпіон Японії: 1990-91, 1991-92, 1993, 1994
  - Володар Кубка Імператора Японії: 1996
  - Володар Кубка Джей-ліги: 1992, 1993, 1994
  - Володар Суперкубка Японії: 1994, 1995
  - Чемпіон Хорватії: 1998-99
- Особисті:
  - Футболіст року в Азії: 1993
  - у символічній збірній Джей-ліги: 1990/91, 1991/92, 1993, 1995, 1996